# Костеево (Владимирская область)
Костеево — деревня в Кольчугинском районе Владимирской области России, входит в состав Есиплевского сельского поселения.

## География
Деревня расположена в 3 км на юго-восток от центра поселения села Есиплево и в 15 км на восток от райцентра города Кольчугино.

## История
В XIX — начале XX века деревня входила в состав Есиплевской волости Юрьевского уезда, с 1925 года — в составе Кольчугинской волости Александровского уезда. В 1859 году в деревне числилось 21 дворов, в 1905 году — 43 двора, в 1926 году — 62 двора.
С 1929 года деревня входила в состав Есиплевского сельсовета Кольчугинского района, с 2005 года — в составе Есиплевского сельского поселения.

## Население
| 1859 | 1905 | 1926 | 2002 | 2010 | 2021 |
| ---- | ---- | ---- | ---- | ---- | ---- |
| 211  | ↘159 | ↗330 | ↘5   | ↗9   | →9   |